# لیلی سالیوان
لی‌لی سالیوان (انگلیسی: Lily Sullivan؛ زادهٔ ۹ سپتامبر ۱۹۹۴) بازیگر اهل استرالیا است. از فیلم‌هایی که وی در آن نقش داشته می‌توان به روانی (۲۰۱۲)، مرده شریر برمی‌خیزد (۲۰۲۳)، و مجموعه تلویزیونی پیک‌نیک در هنگینگ راک اشاره کرد.